# Pierre Jonckheer
Pierre Jonckheer (ur. 10 maja 1951 w Namurze) – belgijski francuskojęzyczny polityk i ekonomista, były senator i poseł do Parlamentu Europejskiego.

## Życiorys
Studiował na Uniwersytecie w Liège i na Katolickim Uniwersytecie w Leuven (UCL). Pracował jako nauczyciel akademicki, a także w organizacjach pozarządowych. Od 1984 do 1991 był dyrektorem europejskiego obserwatorium społecznego w Brukseli. W latach 80. pełnił też funkcję współprzewodniczącego Ecolo.
Od 1991 do 1999 był członkiem federalnego Senatu. Następnie do 2009 sprawował mandat deputowanego do Parlamentu Europejskiego V i VI kadencji. W PE zasiadał m.in. w Komisji Rynku Wewnętrznego i Ochrony Konsumentów, był też wiceprzewodniczącym grupy zielonych i regionalistów. W 2009 nie ubiegał się o reelekcję.
Objął również stanowisko współprzewodniczącego Europejskiej Fundacji Zielonych.